# Iridocyclite
L'iridocyclite est une réaction inflammatoire, chronique ou aigüe, de l’iris (iritis) et du corps ciliaire (cyclite). 

## Description
L’iridocyclite peut être considérée comme une uvéite antérieure dans la mesure où l’inflammation atteint la partie antérieure de l’uvée. Elle est très fréquente, touche souvent les deux yeux et a souvent tendance à récidiver. L’iridocyclite se distingue de l'uvéite postérieure, qui touche la choroïde et de la panuvéite, qui est l’inflammation concomitante des trois parties de l’uvée, à savoir : l’iris, le corps ciliaire et la choroïde. 
La plupart des iridocyclites sont aiguës et 25 % sont chroniques. Il est possible de remarquer, au cours des inflammations, des adhérences de la surface antérieure du cristallin et de la couche postérieure de l’iris. 

## Anatomie
L'iris est la partie colorée de l'œil, c'est une membrane circulaire, baignant dans humeur aqueuse qui sert de diaphragme vertical de l'œil et sépare la chambre antérieure et la chambre postérieure (qui va jusqu'au cristallin). En son centre se trouve l'orifice de la pupille qui, grâce à ses muscles constricteur (myosis) et dilatateur (mydriase), contrôle la quantité de lumière entrant dans l'œil par la fermeture et l'ouverture de la pupille.
Le corps ciliaire situé entre la racine de l’iris et la choroïde, a un rôle dans l’accommodation (muscle ciliaire) et la sécrétion d’humeur aqueuse.

## Types/classification
- Iridocyclite aigüe : de survenue brutale, elle persiste habituellement moins de six semaines. Si l’inflammation réapparaît après l’épisode initial, on parle alors d’uvéite aiguë récidivante.
- Iridocyclite chronique : inflammation qui dure plusieurs mois ou années. Sa survenue est habituellement insidieuse et peut être asymptomatique. Cependant des épisodes aigus sont toujours possibles.

## Causes (étiologie)
Les causes multiples d’une iridocyclite sont généralement difficiles à déterminer :
- Soit d'origine immunologique : ces iridocyclites peuvent se produire à la suite d’une infection bactérienne (sinusite, abcès dentaire, infection urinaire, tuberculose, syphilis, brucellose, etc.), virale (herpès, zona surtout) ou parasitaire (leptospirose).
- Soit symptômes d'une maladie rhumatismale ou d'une maladie dites systèmique, incluant les maladies auto-immunes.
- Bien souvent, l’iridocyclite n’a pas d’étiologie évidente mais entre dans un syndrome connu, comme le Fuchs, qui est le plus fréquent, ou le syndrome de Heerfordt.
- Lorsque l’iridocyclite n’a pas d’étiologie évidente et n’entre pas dans un syndrome connu, on incrimine alors soit une tuberculose afolliculaire, soit une infection focale.

## Symptômes et diagnostic
Les symptômes de l’inflammation varient. Cela peut aller d’une douleur sourde de l’œil ou du front à des perturbations visuelles ou à une baisse d’acuité marquée, ou encore à des larmoiements et à la photophobie (crainte de la lumière). 
Dans les iridocyclites chroniques, les symptômes peuvent rester minimes. À l’examen, l’œil est rouge mais l’injection se limite au pourtour de la cornée (injection ciliaire).  
Un examen complet ophtalmologique est nécessaire si certains de ces symptômes apparaissent, car il est important de traiter rapidement l’inflammation à cause de la diminution de la vision. L’ophtalmologue examine à la lampe à fente. Il peut découvrir des protéines et des cellules inflammatoires dans l’humeur aqueuse (effet de Tyndall) et parfois un hypopion, un niveau blanchâtre inférieur qui correspond à du pus aseptique par sédimentation inférieure en cas d'effet de Tyndall très important.

## Traitement
Il existe deux types de traitements différents : le traitement symptomatique et le traitement étiologique.
Le premier traitement, symptomatique, est le plus fréquent. Ce traitement consiste en deux principes, empêcher l'iris de s’accoler à la cornée ou au cristallin et lutter contre l’inflammation.
On utilise généralement des mydriatiques ou la corticothérapie générale. Les mydriatiques ont pour but de dilater la pupille et d’empêcher ainsi son adhérence au cristallin. Ces adhérences sont appelées synéchies et aboutissent fréquemment à la déformation de la pupille (pupille en trèfle). On emploie l’atropine à 1 % à raison de deux fois par jour, à laquelle on peut associer de la néosynéphrine à 10 %. Si des synéchies sont déjà constituées et ne cèdent pas à ce traitement, il faut y joindre une injection sous-conjonctivale d’adrénaline et ceci jusqu’à la fin des phénomènes inflammatoires. 
Lors de la corticothérapie, ou utilisation de corticoïdes le patient peut recevoir des injections de cortisone rétro-orbitaire (derrière l'orbite). Toutefois, il existe parfois des phénomènes de rebond thérapeutique. Les antibiotiques sont utilisés quand il existe une infection. Ils sont employés sous forme de collyres ou en injections intraoculaires (à l'intérieur de l'œil).
Le second traitement étiologique sera prescrit chaque fois qu’une cause précise relève d’une thérapie définie (syphilis, sarcoïdose, maladie de Crohn).

## Évolution
Beaucoup d’iridocyclites guérissent sans séquelle, c’est le cas de la plupart des iridocyclites d’origine virale bien diagnostiquées et soignées correctement. Cependant, d’autres récidivent si l’étiologie n’est pas déterminée ou est incurable. La répétition des poussées peut parfois aboutir à des complications, comme la constitution de synéchies iridocristalliennes, de goniosynéchies, de cataractes, etc.